# Bryum ovale
Bryum ovale là một loài rêu trong họ Bryaceae. Loài này được Hedw. Hoffm. ex Dicks. mô tả khoa học đầu tiên năm 1801.